# Milka (márkanév)

A Milka logója a jellegzetes színű alapon

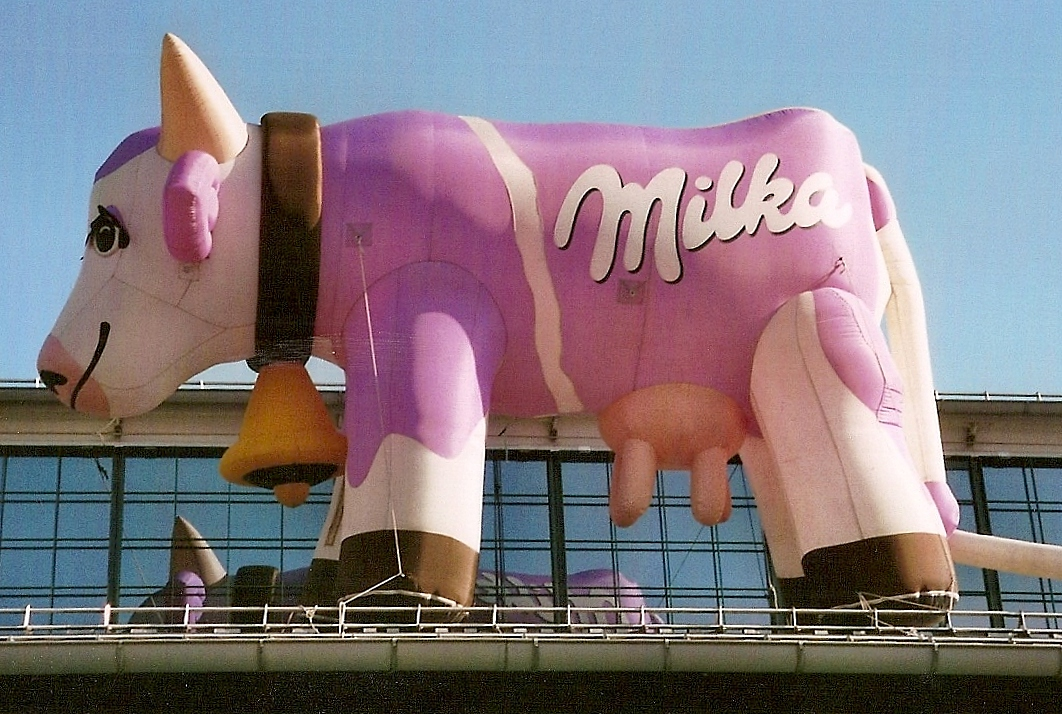
A tehén, reklámtárgyként

A Milka korábban a Kraft Foods, ma a Mondelēz csokoládémárkája.

## Története

### Előtörténete
A márka előtörténete Philippe Suchard svájci cukrásszal kezdődik, aki 1826-ban  Neuchâtelben és a szintén Neuchâtelhez tartozó Serrières-ben  kezdte meg két műhelyében a saját recept szerinti édességek, csokoládé gyártását. A vízienergia kihasználása érdekében mindkét műhely vízpartra települt (a Seyon és a Serrières  partjára). Suchard vállalkozása mintegy egy évszázad alatt a legismertebb csokoládégyárak egyikévé fejlődött.
Philppe Suchard csokoládéja nem tartalmazott tejet. A tejcsokoládé feltalálása 1875-ben egy Daniel Peter nevű svájci cukrász nevéhez fűződik.
Bludenzben 1887-ben alapították a ma is működő csokoládégyárat. (Itt ma Milka-múzeum is működik.)

### 1901-től

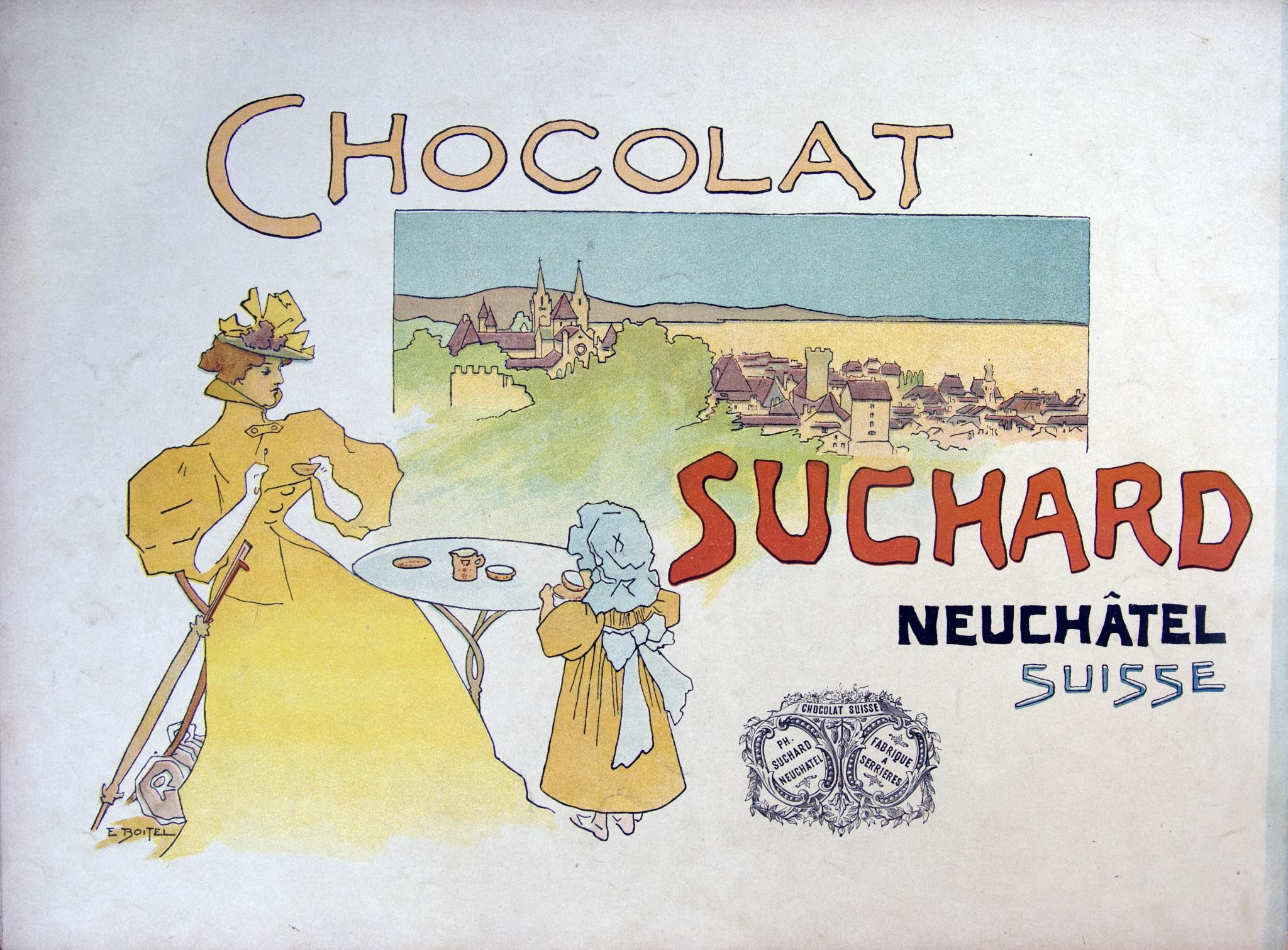
Suchard reklám a 19. század végéről

1901-ben  Carl Russ-Suchard, Daniel Peter által inspirálva, Milka néven kezdte gyártani és forgalmazni a tejcsokoládéját - megalapozva ezzel a márkanév máig tartó hatalmas sikerét.

### A 2010-es években
Ma a bludenzi csokoládégyár a Mondelez International harmadik legnagyobb csokoládégyára. Mintegy 300 főt foglalkoztat. Naponta 600 ezer tábla csokoládét állít elő. Fő termékei: Milka, Cadbury, Suchard, Bensdorp, Marabou és Lacta.

## A Milka védjegyek
A Milka márkanévvel kapcsolatban többféle védjegy van lajstromozva Magyarországon és számos más országban:
1. Milka (szóvédjegy)
2. Milka (jellegzetes írásmóddal)
3. Lila színű tehén (ábrás elem)
4. A lila szín bizonyos árnyalata önmagában (színvédjegy)

### A "Milkalila"
A Milka védjegyek közül az egyik a gyakran  - nem hivatalosan - "Milkalilának"  nevezett lila szín.
Az EUIPO  illetve elődje, a BPHH  előtt a legelső színvédjegyként lajstromozták, 000031336 lajstromszám alatt; ezen túlmenően nemzetközi védjegyként is oltalom alatt áll számos országban, többek között Magyarországon.

## Magyarországi jogesetek

### 2006–2009
A pécsi Ilka és Társa Bt. 2005-2006 folyamán három védjegybejelentést tett a Magyar Szabadalmi Hivatalnál. Ezek közül kettő az "ILKA RUDOLF" (zöld ábrás illetve kék ábrás), egy pedig az "ILKA FITT" (lila ábrás) megjelölésre vonatkozik.
Az ILKA FITT esetben a Fővárosi Ítélőtábla is helybenhagyta a korábbi döntést, miszerint az ILKA RUDOLF nem lajstromozható,  mert a jó hírű MILKA védjegy oltalmába ütközik.

### A Gazdasági Versenyhivatal előtt (2009)
A GVH 2009. évi tevékenységéről az Országgyűléshez  benyújtott beszámoló szerint:

„591. A mezőgazdaság és élelmiszeripar területén a VJ-126/2009. számú eljárásban a GVH feltétel nélkül engedélyezte a Danone Kft. és a Compaigne Gervais Danone Túró Rudi üzletágának Sole-Mizo Zrt. által történő megszerzését. Az engedélyezett szerződés kiterjed a marcali gyár által használt védjegyekre is. A szintén Marcaliban gyártott Milka Super Rudi termék és a kapcsolódó szellemi termékek a Danone Kft. tulajdonában maradtak, annak független forgalmazását a Danone Kft. folytatja.

592. A GVH figyelembe vette, hogy a Túró Rudi termékkategórián belül több márkás termék versenyez (Pöttyös, Milka stb.). A nagyméretű kiskereskedelmi láncok hazai elterjedésével azonban nô a kiskereskedelmi saját márkák értékesítése (Spar, Tesco stb.), mely termékek bérgyártásban készülnek. Emellett létezik – nem kiskereskedelmi – saját márkás termék is, mint pl. a Milka Super Rudi, melyet ugyancsak bérgyártás keretében gyártanak. Tekintettel a saját márkás termékek versenyben betöltött szerepére, a GVH külön figyelmet fordított az összefonódás lehetséges hatásainak vizsgálatára a Túró Rudi bérgyártás piacán.”

### 2018
A Milka színvédjegy jogosultja pert nyert az első fokú európai uniós védjegybíróságként eljárt Fővárosi Törvényszék előtt egy olyan alperessel szemben, aki francia drazsé termékének csomagolásán a lila színt használta., majd ezt az ítéletet a Fővárosi Ítélőtábla helybenhagyta  Az ítélet megállapította, hogy az alperes védjegybitorlást követett el.
Az eljáró bíróság megállapította, hogy a felperes a Milka termékcsalád színét következetesen használja a 20. század eleje óta - először 1901-ben csomagoltak lila színű papírba Milka csokoládét. A Milka termék forgalma 2016-ban több mint 1,5 milliárd USA dollár volt. A bíróság megállapította továbbá, hogy a felperes színvédjegye Magyarországon is közismert.

## Külföldi jogesetek

### 2012
2012-ben a kölni fellebbviteli bíróság elutasította a Ritter Schönbuch Vermögensverwaltungs GmbH & Co. KG, waldenbuchi cég 2011-ben a Milka védjegyek akkori jogosultja, a Kraft Foods Deutschland GmbH, brémai céggel szemben védjegybitorlás jogcímén indított keresetet. (Az első fokú bíróság a Ritter javára ítélt.) A másodfokú bíróság megállapította, hogy a Kraft Foods nem követett el védjegybitorlást, amikor 2010-ben forgalomba hozta az egybecsomagolt két 40-g os csokoládérúdból álló összeállítást. (A csomagolás lila színű volt, tehén ábráját tartalmazta és a Milka szót is feltüntették. 
https://www.bardehle.com/ip-news-knowledge/firm-news/news-detail/cologne-appeal-court-milka-successfully-defended-against-alleged-infringement-of-ritter.html Archiválva 2019. június 20-i dátummal a Wayback Machine-ben